# Керимбаев, Даниял Керимбаевич
Даниял Керимбаевич Керимбаев (29 марта 1909, аул № 14, Сырдарьинская область, Российская империя — 6 января 1982, Алма-Ата, Казахская ССР, СССР) — советский государственный деятель, председатель Президиума Казахской ССР (1947—1954).

## Биография
Член ВКП(б) с 1939 г. В 1951 г. окончил Казахский государственный университет имени С. М. Кирова.
- 1931 г. — начальник отдела кадров Коунрадского рудника,
- 1932—1933 гг. — техник-маркшейдер «Прибалхашстроя»,
- 1933—1935 гг. — в РККА,
- 1935—1937 гг. — старший техник-землеустроитель Кустанайского областного земельного отдела,
- 1937 г. — заведующий Тургайской районной союззагопушниной (Кустанайская область).
- 1937—1938 гг. — заместитель председателя, председатель исполнительного комитета Тургайского районного Совета,
- 1938—1940 гг. — заместитель председателя, первый заместитель председателя исполнительного комитета Кустанайского областного Совета,
- 1940—1945 гг. — председатель исполнительного комитета Кустанайского областного Совета,
- 1945—1947 гг. — председатель исполнительного комитета Павлодарского областного Совета,
- 1947—1954 гг. — председатель Президиума Верховного Совета Казахской ССР,
- 1954—1956 гг. — председатель исполнительного комитета Северо-Казахстанского областного Совета,
- 1956—1961 гг. — первый заместитель председателя исполнительного комитета Северо-Казахстанского областного Совета.

Депутат Верховного Совета СССР 2-4-го созывов.
С 1961 г. на пенсии.
Затем занимал посты: заместителя начальника комплексной гидрогеологической экспедиции, заместителя председателя группового комитета профсоюзов, заместителя начальника угольной государственной районной электростанции, начальника отдела кадров Центрально-Казахстанского геологического управления, заместителя начальника Гидрогеологического управления Министерства геологии Казахской ССР, заместителя начальника Казахской гидрометеорологической службы.
Скончался 6 января 1982 года в Алма-Ате, похоронен на Кенсайском кладбище.

## Награды и звания
Награждён орденами Ленина, двумя орденами Трудового Красного Знамени, орденом «Знак Почёта».